# Heinrich Ernst Grosmann
Heinrich Ernst Grosmann (1732-1811) var magister og konrektor ved Århus Katedralskole, kantor ved Århus Domkirke og komponist.
Grosmann var født og opvokset i Haderslev, havde studeret ved Universitetet i Jena og haft forskellige mindre stillinger. I 1760 blev han ansat som lærer og kantor i Århus. 1789 måtte han på grund af blindhed opgive sin lærervirksomhed, men vedblev at lede musikken. Så sent som 1806, da han tilmed var blevet lam i ben og underkrop, lod han sig bære over i Katedralskolen for at lede musikken ved indsættelsen af det nye lærerpersonale efter skolereformen.
Fra Grosmanns hånd er der bevaret en større samling musik, som giver et indtryk af det repertoire, der har været benyttet ved større kirkelige højtider og andre festlige begivenheder. En del af musikken har han skrevet selv, men andre dele er bearbejdelser af andres værker, med tillempninger af musikken, så den passede til de forhåndenværende resurser, eller udarbejdelse af nye tekster.
Mange af værkerne var komponeret af Georg Philipp Telemann, Johan Adolph Scheibe eller Johan Christoph Niemyer. Niemeyer var født i Halberstadt og i 1746 blev han kantor og lærer ved latinskolen i Haderslev, hvor altså Grosman voksede op.

## Musik
- Jubel Music/Op, op i andagtsfulde Siele, etc/I andledning af Souverainitetens indfoerdsel/i Dannemarik 1660 (1760)
- Cantata paa første og anden Paaske Dag. Udbryd med Lov og Priis gienløste Siel (1774)
- Paa Nytaars-Dag. Vi Himlens allermægtigste Herre (Festo Circumcissionis 1774)
- Paaske Music (1775)
- Cantata Paa første og anden Paaskedag. Opstandne Frelser dig være (29. jan. 1783)
- Cantata Paa Christi Himmelfarts Dag. Gud farer op (1791)
- Coro/paa foerste og anden Paaske Dag/Herren lever(1791)
- Vor Jesus er kommen paa Jorden
- O hører, I ører!